# Weierstrass (cráter)

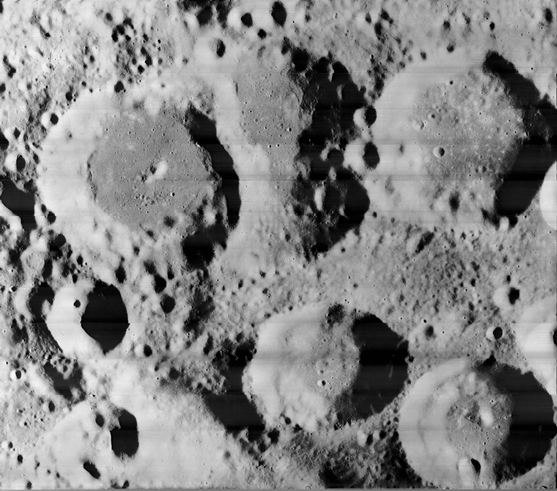
Los cráteres Weierstrass (centro abajo), Van Vleck (abajo derecha), Nobili (arriba izquierda) y Jenkins (arriba derecha) desde el Lunar Orbiter 1.

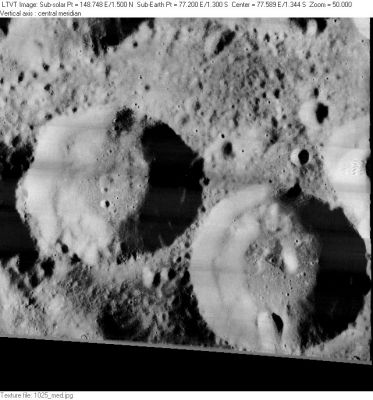
Otra imagen desde el Lunar Orbiter 1

Weierstrass es un pequeño cráter de impacto que está unido al borde norte de la llanura amurallada del cráter Gilbert, en la parte oriental de la Luna. También se encuentra muy cerca del cráter Van Vleck, una formación similar situada al sureste, que está casi unida al borde exterior de Weierstrass. Debido a su ubicación, el cráter aparece escorzado cuando se observa desde la Tierra.
|  |
|  |

Su borde exterior es ovalado,  más alargado en el eje este-oeste. Posee algunas terrazas desprendidas en las paredes interiores de los lados norte y sur. El suelo interior carece casi de rasgos significativos, con tan solo algunos pequeños impactos. Ni el borde ni el interior están marcados por cráteres de impacto de importancia.
Este cráter recibió la designación inicial Gilbert N antes de que la UAI le otorgara en 1976 su nombre definitivo, en conmemoración del matemático alemán Karl Weierstraß.